# Angel of Death
„Angel of Death“ je úvodní skladba alba Reign in Blood americké thrashmetalové skupiny Slayer. Autorem hudby i textu je kytarista Jeff Hanneman. Tématem písně jsou pokusy na lidech, prováděné za druhé světové války v koncentračním táboře Osvětim lékařem Josefem Mengelem.
Přestože text skladby Mengeleho činy jen popisuje a neschvaluje je, „Angel of Death“ vyvolal vlnu obvinění z rasismu a sympatizace s nacismem, které kapela sice rezolutně odmítla, ale které ji stejně pronásledovaly. Navzdory kontroverzi a opožděnému vydání alba se skladba těšila značné oblibě a je součástí všech živých alb skupiny.

## Vznik a kompozice
Kytarista Jeff Hanneman napsal skladbu „Angel of Death“ poté, co během turné četl o Josefu Mengelem. Koupil si o něm dvě knihy a při nahrávání alba je měl stále v živé paměti, a tak vznikl text písně.
V textu se střídá pohled Mengeleho s pohledem nezávislého pozorovatele, odsuzujícího jeho činy. Jsou poměrně detailně popsány Mengeleho experimenty na jeho pacientech v koncentračním táboře Osvětim za druhé světové války. Zaměřoval se mj. na trpaslíky a dvojčata a prováděl fyzická i psychologická vyšetření.  Píseň zmiňuje některé z těchto pokusů: experimentální operace bez použití anestetik, transfuze mezi dvojčaty, zplynování, záměrná infikování smrtelnými chorobami, odstraňování orgánů a amputaci končetin, ponořování do ledové vody a abacinaci.

## Kontroverze
Text skladby odložil vydání alba Reign in Blood. Skupina měla podepsanou smlouvu s Def Jam Records. Jejich vydavatel Columbia Records odmítl desku vydat kvůli celkové tematice a také přebalu alba, který byl údajně „příliš grafický“. Reign in Blood nakonec vyšlo 7. října 1986 prostřednictvím Geffen Records, ale neobjevilo se na oficiálním seznamu vydaných alb tohoto vydavatelství, opět kvůli kontroverzi.
„Angel of Death“ značně pobouřil přeživší holokaust a jejich rodiny a také širokou veřejnost. Znovu se vynořila obvinění ze sympatizování s nacismem, která kariéru Slayer doprovázela již dříve. Za jasný důkaz sympatizování brali lidé Hannemanovu zálibu v nacistické historii a jeho sbírku německých válečných medailí, zejména jeho Rytířský kříž Železného kříže. Hanneman protestoval, se slovy: „Vím, proč si to lidé špatně vykládají – protože je to taková bezmyšlenkovitá reakce. Když si pak přečtou text, není tam ode mě nic o tom, že to byl špatný člověk, protože on mě přece – no není to očividné? Ani bych vám to neměl muset říkat.“
Podle kytaristy Kerryho Kinga jsou Slayer „Nacisti, fašisti, komunisti – a tak dál. Největší kritiku jsme za to samozřejmě dostali v Německu. Vždycky jsem říkal: „Přečtěte si ten text a řekněte mi, co je na něm tak ofenzivního. Zdá se vám to jako dokument, nebo si myslíte že Slayer opěvují podělanou druhou světovou?“ Lidi mají tenhle pocit – hlavně v Evropě – a nevymluvíte jim ho.“

## Hudba a struktura
S délkou 4 minut a 51 sekund je „Angel of Death“ nejdelší skladbou alba, které je dohromady jen 29 minut dlouhé. Z hlediska struktury je to nejvíce „konvenční“ píseň, se slokami proloženými refrénem.

## Ohlas kritiky
Přestože se „Angel of Death“ neumístil na žádném žebříčku, kritici hodnotící Reign in Blood skladbu značně vyzdvihovali. Clay Jarvas ze Stylus Magazine uvedl, že píseň „vypálila rybník každé skupině, která se snaží hrát tvrdou nebo rychlou muziku.“ Adrien Begrand z PopMatters podotkl, že „Není lepší skladby, kterou něco začít, než právě mistrovská „Angel of Death“, jedna z nejvelkolepějších písní metalové historie“.

## Sestava
Slayer
- Tom Araya – zpěv, baskytara
- Jeff Hanneman – kytara
- Kerry King – kytara
- Dave Lombardo – bicí

Producenti
- Rick Rubin – produkce
- Andy Wallace – zvukový inženýr
- Howie Weinberg – mastering